# Syllegomydas rhodesiensis
Syllegomydas rhodesiensis is een vliegensoort uit de familie Mydidae. De wetenschappelijke naam van de soort is voor het eerst geldig gepubliceerd in 1938 door Bequaert.
De soort komt voor in Zimbabwe.